# TIALD

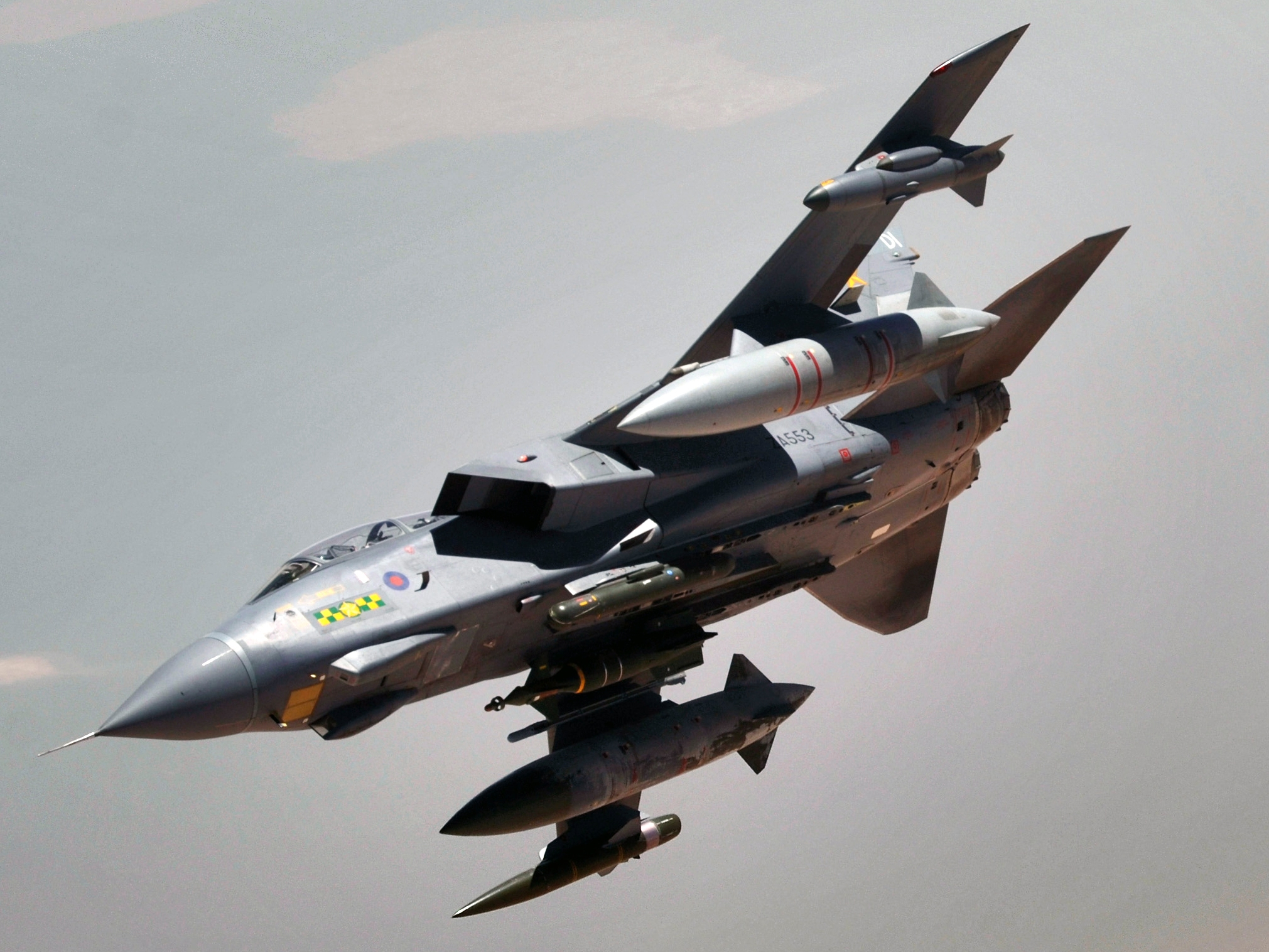
Un Tornado GR.4 con un designador láser TIALD y una bomba guiada por láser bajo el fuselaje.

El TIALD (acrónimo en inglés de Thermal Imaging Airborne Laser Designator, en español: ‘designador láser aerotransportado por imagen térmica’) es un contenedor de designación de blancos aerotransportado de segunda generación usado para dirigir bombas guiadas por láser desde aviones militares.
Su desarrollo fue iniciado por la compañía británica GEC-Marconi a finales de los años 1980, posteriormente fue fabricado por la compañía sucesora SELEX Galileo. Entró en servicio en la Guerra del Golfo en 1991 como designador de blancos para las bombas guiadas por láser lanzadas por los cazabombarderos británicos Tornado GR1. Tiene capacidad de operación todo tiempo y consta de un sensor infrarrojo de barrido frontal (FLIR) de alta resolución, un designador láser y un sistema de rastreo. La versión Serie-400 incorporó un sensor de televisión como complemento del infrarrojo.
Se encuentra en servicio con los Tornado GR.4 británicos pero está siendo sustituido por el más moderno LITENING (tercera generación).